# Светско првенство у хокеју на леду 1939.
Светско првенство у хокеју на леду 1939. било је 13. по реду такмичењу за наслов титуле светског првака у хокеју на леду одрганизовано под окриљем Светске хокејашке федерације (ИИХФ). Европске репрезентације уједно су се такмичиле за 24. титулу европског првака. Турнир се одржавао од 3. до 12. фебруара 1939. у Швајцарској, а домаћини су били градови Цирих и Базел. Био је то 3. пут да је Швајцарска организовала један турнир хокејашког светског првенства.
На првенству је учестовало 14 екипа које су у почетној фази такмичења биле подељене у 4 групе. По две најбоље пласиране селекције из сваке групе наставиле су борбу за титулу светског првака, док је преосталих 6 екипа разигравало за пласман од 9. до 14. места. У другој фази 8 екипа је било подељено у две групе са по 4 тима, а пласман у финалну фазу оствариле су по две првопласиране селекције из обе групе. Екипе које су заузеле последња два места у својим групама разигравале су за пласман од 5. до 8. места.
Титулу светског првака са успехом је одбранила селекција Канаде која је првенство окончала са свих 8 победа, и са само једним примљеним поготком. Сребрну медаљу освојила је селекција Сједињених држава, што је била њихова укупно 7. медаља на светским првенствима. Како су репрезентације Чехословачке и домаћина Швајцарске у финалној групи одиграли утакмицу без голова, нова утакмица између ова два тима одиграна је 5. марта, Швајцарска је победила са 2:0 и тако освојила бронзану медаљу на светском, односно златну медаљу на првенству Европе. Репрезентацију Канаде на овом првенству чинили су играчи екипе Трејл смоук итерс из градића Трејла у Британској Колумбији. На светским шампионатима дебитовале су селекције Југославије и Финске које су такмичење завршиле поделивши два последња места.
На првенству је одиграно укупно 48 утакмица, постигнуто је 267 голова, или 5,56 голова по мечу. Утакмице је пратило укупно 299.600 гледалаца, или 6.242 гледаоца по утакмици. Најбољи стрелци са по 12 голова били су чехословачки репрезентативац Јосеф Малечек и Швајцарац Фердинанд Катини.

## Учесници турнира
На првенству је учестовало 14 екипа, а по први пут на светским првенствима заиграле су селекције Југославије и Финске. Репезентација Аустрије која је требало да наступи на првенству није се појавила пошто је Немачка годину дана раније анектирала Аустрију.
| - Белгија - Велика Британија - Италија - Југославија - Канада | - Летонија - Мађарска - Немачка - Пољска - Сједињене Државе | - Финска - Холандија - Чехословачка - Швајцарска |

## Прва фаза
У прелиминарној фази такмичења екипе су подељене у 4 групе, две са по 4 и две са по 3 учесника. Играло се по систему свако са сваким, а на основу укупног броја бодова пласман у другу фазу оствариле су по две првопласиране екипе из сваке групе (укупно 8 тимова). Преосталих 6 екипа разигравало је за пласман од 9. до 14. места. Утакмице прве фазе играле су се од 3. до 5. фебруара.

### Група А
| #  | Репрезентација   | Ут | П | Нер | И | ГД | ГП | ГР  | Бод |
| -- | ---------------- | -- | - | --- | - | -- | -- | --- | --- |
| 1. | Сједињене Државе | 3  | 3 | 0   | 0 | 13 | 0  | +13 | 6   |
| 2. | Немачка          | 3  | 1 | 1   | 1 | 16 | 9  | +7  | 3   |
| 3. | Италија          | 3  | 1 | 1   | 1 | 9  | 11 | -2  | 3   |
| 4. | Финска           | 3  | 0 | 0   | 3 | 3  | 21 | -18 | 0   |

| 3. фебруа 1939.  | Базел | Немачка          | 12 : 1   | Финска  |  | (2:0,7:1,3:0)             |
| 3. фебруар 1939. | Базел | Сједињене Државе | 5 : 0    | Италија |  | (3:0, 1:0, 1:0)           |
|                  |       |                  |          |         |  |                           |
| 4. фебруар 1939. | Базел | Италија          | 5 : 2    | Финска  |  | (1:0, 1:0, 3:2)           |
| 4. фебруар 1939. | Базел | Сједињене Државе | 4 : 0    | Немачка |  | (2:0, 0:0, 2:0)           |
|                  |       |                  |          |         |  |                           |
| 5. фебруар 1939. | Базел | Сједињене Државе | 4 : 0    | Финска  |  | (0:0, 1:0, 3:0)           |
| 5. фебруар 1939. | Базел | Немачка          | 4 : 4 Пр | Италија |  | (0:1,2:3,2:0,0:0,0:0,0:0) |

Како су селекције Немачке и Италије имале идентичан број бодова након три одиграна кола, а у међусобном дуелу су одиграли нерешено, извршни одбор турнира је одлучио да се наредног дана одигра нова утакмица између два тима. Међутим, како је и та утакмица завршена без победника, одлучено је да се код поретка у обзир узима укупна гол разлика.
| 6. фебруар 1939. | Цирих | Немачка | 0 : 0 | Италија |  | (0:0, 0:0, 0:0) |

### Група Б
| #  | Репрезентација | Ут | П | Нер | И | ГД | ГП | ГР  | Бод |
| -- | -------------- | -- | - | --- | - | -- | -- | --- | --- |
| 1. | Швајцарска     | 3  | 3 | 0   | 0 | 36 | 0  | +36 | 6   |
| 2. | Чехословачка   | 3  | 2 | 0   | 1 | 33 | 1  | +32 | 4   |
| 3. | Летонија       | 3  | 1 | 0   | 2 | 6  | 21 | -15 | 3   |
| 4. | Југославија    | 3  | 0 | 0   | 3 | 0  | 53 | -53 | 0   |

| 3. фебруар 1939. | Базел | Чехословачка | 24 : 0 | Југославија  |  | (10:0, 7:0, 7:0) |
| 3. фебруар 1939. | Цирих | Швајцарска   | 12 : 0 | Летонија     |  | (5:0, 3:0, 4:0)  |
|                  |       |              |        |              |  |                  |
| 4. фебруар 1939. | Цирих | Швајцарска   | 23 : 0 | Југославија  |  | (7:0, 7:0, 9:0)  |
| 4. фебруар 1939. | Цирих | Чехословачка | 9 : 0  | Летонија     |  | (3:0, 3:0, 3:0)  |
|                  |       |              |        |              |  |                  |
| 5. фебруар 1939. | Цирих | Летонија     | 6 : 0  | Југославија  |  | (0:0, 3:0, 3:0)  |
| 5. фебруар 1939. | Цирих | Швајцарска   | 1 : 0  | Чехословачка |  | (0:0, 1:0, 0:0)  |

### Група Ц
| #  | Репрезентација | Ут | П | Нер | И | ГД | ГП | ГР  | Бод |
| -- | -------------- | -- | - | --- | - | -- | -- | --- | --- |
| 1. | Канада         | 2  | 2 | 0   | 0 | 12 | 0  | +12 | 4   |
| 2. | Пољска         | 2  | 1 | 0   | 1 | 9  | 4  | +5  | 2   |
| 3. | Холандија      | 2  | 0 | 0   | 2 | 0  | 17 | -17 | 0   |

| 3. фебруар 1939. | Базел | Канада | 8 : 0 | Холандија |  | (1:0, 4:0, 3:0) |
|                  |       |        |       |           |  |                 |
| 4. фебруар 1939. | Базел | Пољска | 9 : 0 | Холандија |  | (3:0, 2:0, 4:0) |
|                  |       |        |       |           |  |                 |
| 5. фебруар 1939. | Базел | Канада | 4 : 0 | Пољска    |  | (2:0, 1:0, 1:0) |

### Група Д
| #  | Репрезентација   | Ут | П | Нер | И | ГД | ГП | ГР | Бод |
| -- | ---------------- | -- | - | --- | - | -- | -- | -- | --- |
| 1. | Велика Британија | 2  | 2 | 0   | 0 | 4  | 1  | +3 | 4   |
| 2. | Мађарска         | 2  | 1 | 0   | 1 | 8  | 2  | +6 | 2   |
| 3. | Белгија          | 2  | 0 | 0   | 2 | 2  | 11 | -9 | 0   |

| 3. фебруар 1939. | Цирих | Мађарска         | 8 : 1 | Белгија  |  | (2:0, 4:1, 2:0) |
|                  |       |                  |       |          |  |                 |
| 4. фебруар 1939. | Цирих | Велика Британија | 3 : 1 | Белгија  |  | (0:0, 0:1, 3:0) |
|                  |       |                  |       |          |  |                 |
| 5. фебруар 1939. | Цирих | Велика Британија | 1 : 0 | Мађарска |  | (1:0, 0:0, 0:0) |

## Друга фаза
У другој фази 8 екипа је било подељено у две групе са по 4 тима, а пласман у финалну групу оствариле су по две првопласиране селекцвције из обе групе. По две последњепласиране селекције разигравале су за палсман од 5. до 8. места. Утакмице друге фазе играле су се од 7. до 9. фебруара.

### Група А
| #  | Репрезентација   | Ут | П | Нер | И | ГД | ГП | ГР  | Бод |
| -- | ---------------- | -- | - | --- | - | -- | -- | --- | --- |
| 1. | Канада           | 3  | 3 | 0   | 0 | 15 | 1  | +14 | 6   |
| 2. | Чехословачка     | 3  | 1 | 1   | 1 | 4  | 3  | +1  | 3   |
| 3. | Немачка          | 3  | 1 | 1   | 1 | 2  | 10 | -8  | 3   |
| 4. | Велика Британија | 3  | 0 | 0   | 3 | 0  | 7  | -7  | 0   |

| 7. фебруар 1939. | Цирих | Чехословачка     | 1 : 1 Пр | Немачка          |  | (0:0,1:0,0:1,0:0,0:0,0:0) |
| 7. фебруар 1939. | Цирих | Канада           | 4 : 0    | Велика Британија |  | (0:0, 0:0, 4:0)           |
|                  |       |                  |          |                  |  |                           |
| 8. фебруар 1939. | Цирих | Велика Британија | 0 : 1    | Немачка          |  | (0:0, 0:0, 0:1)           |
| 8. фебруар 1939. | Цирих | Канада           | 2 : 1    | Чехословачка     |  | (0:1, 0:0, 2:0)           |
|                  |       |                  |          |                  |  |                           |
| 9. фебруар 1939. | Цирих | Велика Британија | 0 : 2    | Чехословачка     |  | (0:1, 0:1, 0:0)           |
| 9. фебруар 1939. | Цирих | Канада           | 9 : 0    | Немачка          |  | (2:0, 5:0, 2:0)           |

### Група Б
| #  | Репрезентација   | Ут | П | Нер | И | ГД | ГП | ГР | Бод |
| -- | ---------------- | -- | - | --- | - | -- | -- | -- | --- |
| 1. | Швајцарска       | 3  | 3 | 0   | 0 | 12 | 4  | +8 | 6   |
| 2. | Сједињене Државе | 3  | 2 | 0   | 1 | 9  | 3  | +6 | 4   |
| 3. | Пољска           | 3  | 1 | 0   | 2 | 5  | 11 | -6 | 2   |
| 4. | Мађарска         | 3  | 0 | 0   | 3 | 5  | 13 | -8 | 0   |

| 7. фебруар 1939. | Базел | Сједињене Државе | 3 : 0 | Мађарска         |  | (1:0, 1:0, 1:0) |
| 7. фебруар 1939. | Базел | Швајцарска       | 4 : 0 | Пољска           |  | (0:0, 4:0, 0:0) |
|                  |       |                  |       |                  |  |                 |
| 8. фебруар 1939. | Базел | Пољска           | 5 : 3 | Мађарска         |  | (1:1, 2:0, 2:2) |
| 8. фебруар 1939. | Базел | Швајцарска       | 3 : 2 | Сједињене Државе |  | (0:0, 2:2, 1:0) |
|                  |       |                  |       |                  |  |                 |
| 9. фебруар 1939. | Базел | Сједињене Државе | 4 : 0 | Пољска           |  | (0:0, 2:0, 2:0) |
| 9. фебруар 1939. | Базел | Швајцарска       | 5 : 2 | Мађарска         |  | (2:1, 2:0, 1:1) |

## Разигравање за пласман од 9. до 14. места
У разигравању за пласман од 9. до 14. места играло је 6 екипа које су у првој рунди били међу 6 најслабије пласираних у својим групама. Екипе су биле подељене у две групе са по три тима, а победници група одиграли су нову утакмицу за 9. место.

### Група А
| #  | Репрезентација | Ут | П | Нер | И | ГД | ГП | ГР | Бод |
| -- | -------------- | -- | - | --- | - | -- | -- | -- | --- |
| 1. | Италија        | 2  | 2 | 0   | 0 | 4  | 2  | +2 | 4   |
| 2. | Холандија      | 2  | 1 | 0   | 1 | 3  | 3  | 0  | 2   |
| 3. | Финска         | 2  | 0 | 0   | 2 | 2  | 4  | -2 | 0   |

| 6. фебруар 1939. | Базел | Холандија | 2 : 1 | Финска    |  | (1:1, 1:0, 0:0) |
|                  |       |           |       |           |  |                 |
| 7. фебруар 1939. | Базел | Италија   | 2 : 1 | Холандија |  | (0:0, 0:0, 2:1) |
|                  |       |           |       |           |  |                 |
| 8. фебруар 1939. | Базел | Италија   | 2 : 1 | Финска    |  | (0:0, 1:1, 1:0) |

### Група Б
| #  | Репрезентација | Ут | П | Нер | И | ГД | ГП | ГР | Бод |
| -- | -------------- | -- | - | --- | - | -- | -- | -- | --- |
| 1. | Летонија       | 2  | 2 | 0   | 0 | 9  | 1  | +8 | 4   |
| 2. | Белгија        | 2  | 0 | 1   | 1 | 4  | 8  | -4 | 1   |
| 3. | Југославија    | 2  | 0 | 1   | 1 | 3  | 7  | -4 | 1   |

| 6. фебруар 1939. | Цирих | Летонија | 5 : 1 | Белгија     |  | (2:0, 1:1, 2:0) |
|                  |       |          |       |             |  |                 |
| 7. фебруар 1939. | Цирих | Белгија  | 3 : 3 | Југославија |  | (2:1, 1:0, 0:2) |
|                  |       |          |       |             |  |                 |
| 8. фебруар1939.  | Цирих | Летонија | 4 : 0 | Југославија |  | (2:0, 0:0, 2:0) |

### Утакмица за 9. место
| 9. фебруар 1939. | Базел | Италија | 2 : 1 | Летонија |  | 2:1 (1:1, 1:0, 0:0) |

## Разигравање за пласман од 5. до 8. места
У разигравању за пласман од 5. до 8. места учестовале су екипе које су заузеле два последња места у својим групама у другој рунди. Селекција Велике Британије је одустала од одигравања ових утакмица и по аутоматизму је заузела 8. место.
| #  | Репрезентација   | Ут | П | Нер | И | ГД | ГП | ГР | Бод |
| -- | ---------------- | -- | - | --- | - | -- | -- | -- | --- |
| 5. | Немачка          | 2  | 2 | 0   | 0 | 10 | 2  | +8 | 4   |
| 6. | Пољска           | 2  | 1 | 0   | 1 | 3  | 4  | -1 | 2   |
| 7. | Мађарска         | 2  | 0 | 0   | 2 | 2  | 9  | -7 | 0   |
| 8. | Велика Британија | 0  | 0 | 0   | 0 | 0  | 0  | 0  | 0   |

| 10. фебруар 1939. | Базел | Пољска  | 3 : 0 | Мађарска |  | (1:0, 1:0, 1:0) |
|                   |       |         |       |          |  |                 |
| 11. фебруар 1939. | Цирих | Немачка | 6 : 2 | Мађарска |  | (0:2, 3:0, 3:0) |
|                   |       |         |       |          |  |                 |
| 12. фебруар 1939. | Базел | Немачка | 4 : 0 | Пољска   |  | (1:0, 3:0, 0:0) |

## Финална група
У финалу се се такмичиле 4 најбоље селекције из друге рунде. Играло се по групном систему кроз три кола у периоду од 10. до 12. фебруара. Освајача бронзане медаље одлучила је утакмица која је одиграна готово месец дана касније између Швајцарске и Чехословачке.
| #  | Репрезентација   | Ут | П | Нер | И | ГД | ГП | ГР  | Бод |
| -- | ---------------- | -- | - | --- | - | -- | -- | --- | --- |
| 5. | Канада           | 3  | 3 | 0   | 0 | 15 | 0  | +15 | 6   |
| 6. | Сједињене Државе | 3  | 2 | 0   | 1 | 3  | 5  | -2  | 4   |
| 7. | Швајцарска       | 3  | 0 | 1   | 2 | 1  | 9  | -8  | 1   |
| 8. | Чехословачка     | 3  | 0 | 1   | 2 | 0  | 5  | -5  | 1   |

| 10. фебруар 1939. | Цирих | Сједињене Државе | 1 : 0 Пр | Чехословачка     |  | (0:0,0:0,0:0,0:0,1:0)     |
| 10. фебруар 1939. | Базел | Швајцарска       | 0 : 7    | Канада           |  | (0:2, 0:4, 0:1)           |
|                   |       |                  |          |                  |  |                           |
| 11. фебруар 1939. | Базел | Швајцарска       | 1 : 2    | Сједињене Државе |  | (0:1, 0:0, 1:1)           |
| 11. фебруар 1939. | Базел | Канада           | 4 : 0    | Чехословачка     |  | (0:0, 1:0, 3:0)           |
|                   |       |                  |          |                  |  |                           |
| 12. фебруар 1939. | Базел | Канада           | 4 : 0    | Сједињене Државе |  | (3:0, 1:0, 0:0)           |
| 12. фебруар 1939. | Цирих | Швајцарска       | 0 : 0 Пр | Чехословачка     |  | (0:0,0:0,0:0,0:0,0:0,0:0) |

### Утакмица за бронзану медаљу
| 5. март 1939. | Базел | Швајцарска | 2 : 0 | Чехословачка |  | (0:0,1:0,1:0) |

## Коначни пласман и признања

### Коначан пласман
Коначан пласман на светском првенству 1939. био је следећи:
|     | Канада           |
| 2   | Сједињене Државе |
| 3   | Швајцарска       |
| 4.  | Чехословачка     |
| 5.  | Немачка          |
| 6.  | Пољска           |
| 7.  | Мађарска         |
| 8.  | Велика Британија |
| 9.  | Италија          |
| 10. | Летонија         |
| 11. | Белгија          |
| 11. | Холандија        |
| 13. | Финска           |
| 13. | Југославија      |